# Epicentr K3 Kijów
Epicentr K3 Kijów (ukr. Футзальний клуб «Епіцентр К3» Київ, Futzalnyj Kłub "Epicentr K3" Kyjiw) – ukraiński klub futsalu, mający siedzibę w mieście Kijów. Od sezonu 2013/14 do 2016/17 występował w futsalowej Pierwszej Lidze Ukrainy.

## Historia
Chronologia nazw:
- 2006: Epicentr K3 Kijów (ukr. «Епіцентр К3» Київ)
- 2017: klub rozwiązano

Klub futsalowy Epicentr K3 Kijów został założony w Kijowie w 2006 roku i reprezentował firmę Epicentr K - sieć sklepów budowlanych na Ukrainie. Najpierw zespół występował w mistrzostwach miasta. W sezonie 2011/12 startował w profesjonalnych rozgrywkach Drugiej Ligi. W sezonie 2012/13 zwyciężył w swojej grupie zdobywając awans. W następnym sezonie 2013/14 debiutował w Pierwszej Lidze, zajmując trzecie miejsce w grupie centralnej. W sezonie 2014/15 najpierw zwyciężył w swojej grupie, a potem w turnieju finałowym był drugim. W następnym sezonie po rundzie podstawowej uplasował się na piątej pozycji i nie zakwalifikował się do turnieju finałowego. W sezonie 2016/17 zwyciężył w rundzie podstawowej, ale w finale czterech spadł na przedostatnią trzecią lokatę. Przed rozpoczęciem sezonu 2017/18 klub nie przystąpił do rozgrywek ligowych.

## Barwy klubowe, strój
| Biały | Granatowy | Niebieski |

Zawodnicy klubu zazwyczaj grają swoje mecze domowe w białych lub niebieskich strojach.

## Sukcesy

### Trofea międzynarodowe
Nie uczestniczył w rozgrywkach europejskich (stan na 31-05-2019).

### Trofea krajowe
| \| \| Zdobyte trofea w rozgrywkach Ukrainy (stan na: 31-05-2019) \| |                                                            |      |          |
| Rozgrywki                                                           | Osiągnięcie                                                | Razy | Sezon(y) |
| · Mistrzostwo                                                       | I miejsce                                                  | 0    |          |
| · Mistrzostwo                                                       | II miejsce                                                 | 0    |          |
| · Mistrzostwo                                                       | III miejsce                                                | 0    |          |
| Puchar                                                              | zdobywca                                                   | 0    |          |
| Puchar                                                              | finalista                                                  | 0    |          |
| Puchar                                                              | półfinalista                                               | 1    | 2012/13  |
| II liga                                                             | I miejsce                                                  | 0    |          |
| II liga                                                             | II miejsce                                                 | 1    | 2014/15  |
| II liga                                                             | III miejsce                                                | 1    | 2016/17  |
| Ukraina                                                             | Zdobyte trofea w rozgrywkach Ukrainy (stan na: 31-05-2019) |      |          |

## Piłkarze i trenerzy klubu

### Trenerzy
Ołeh Szajtanow (2010–2017)

## Struktura klubu

### Stadion
Klub rozgrywa swoje mecze domowe w Hali Kompleksu Sportowego NTUU KPI w Kijowie. Pojemność: 575 miejsc siedzących.

### Sponsorzy
- "Epicentr K"